# Route nationale 1 (Congo-Brazzaville)
Pour les articles homonymes, voir N1 et Route nationale 1.
La route nationale 1 (RN1) est une route nationale de la république du Congo reliant la capitale, Brazzaville, à Pointe-Noire.
Le maître d'oeuvre est China State Construction Engineering Ltd (CSCEC).

## Tronçons
Longue d'approximativement 651 km, la route Pointe-Noire-Brazzaville comprend cinq tronçons : 
- Brazzaville - Kinkala (61,86 km)
- Kinkala - Nkayi (203,85 km)
- Nkayi - Dolisie (76,41 km)
- Dolisie - Pointe-Noire (160,26 km).

- Yié (inter RN2) - Mindouli (inter RN1) (149,25 km)

## Voiries

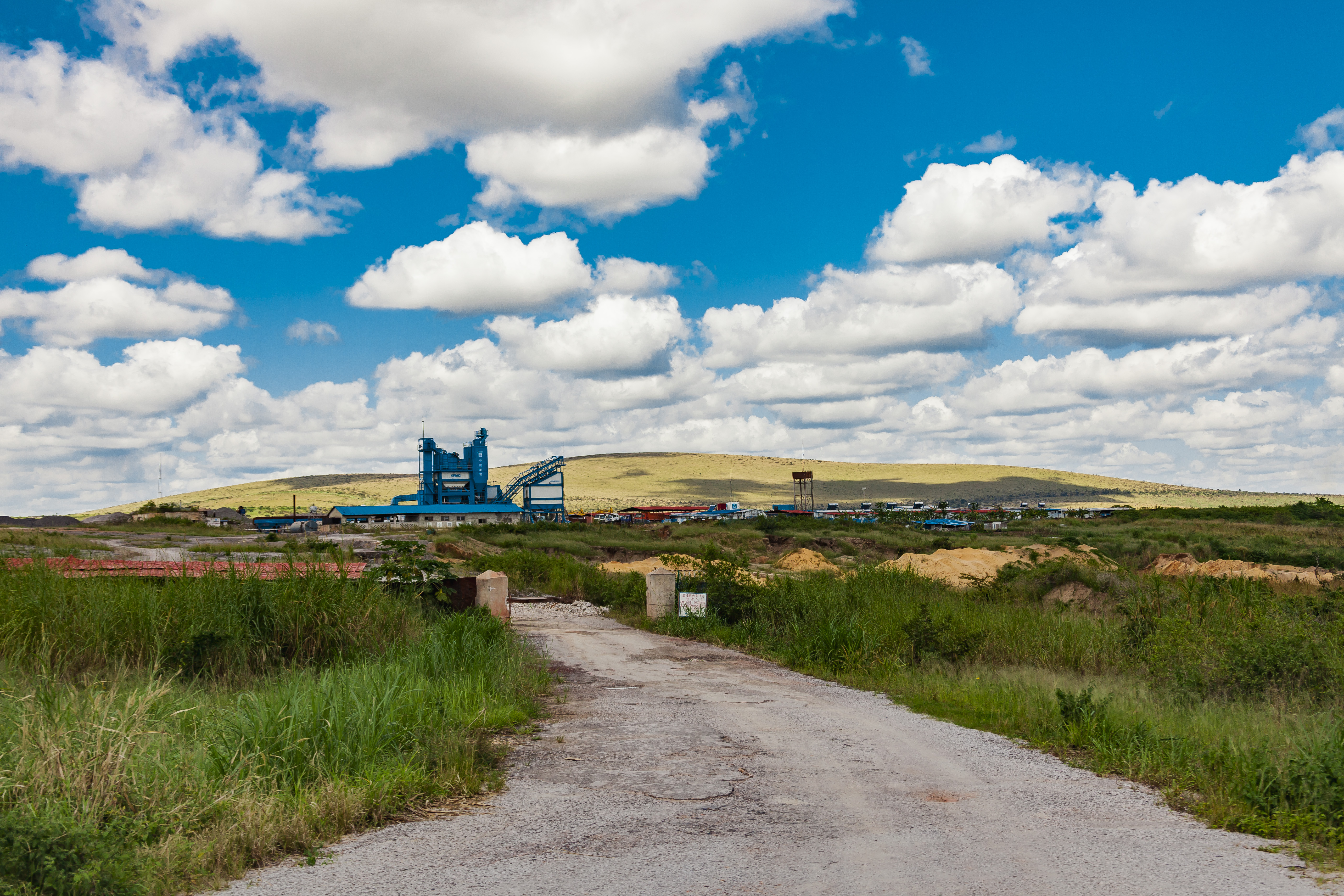
Cimenterie chinoise au bord de la RN1.

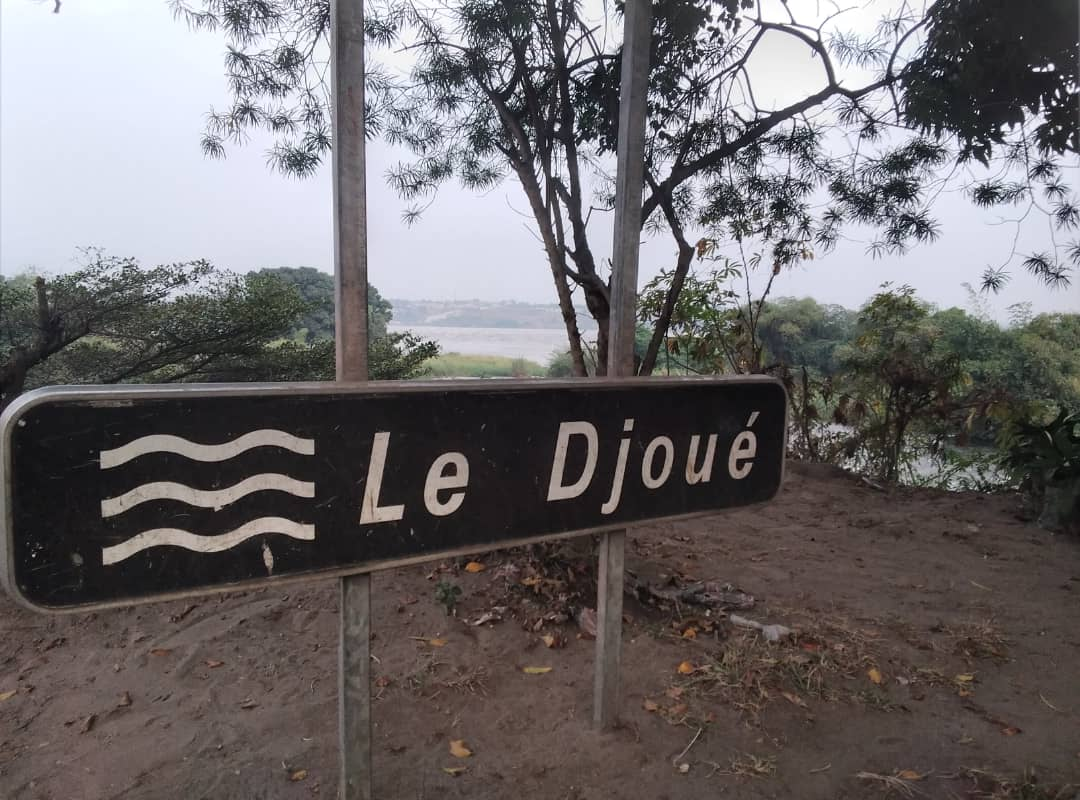
Plaque de signalisation de la Rivière le Djoué.

La RN1 est équipée d’une chaussée de quatre voies de 3,5 mètres de large chacune, dédiée à un trafic de 3 000 véhicules par jour.
Une trentaine de ponts complète le dispositif afin de traverser les rivières Louvakou (rivière), Loubomo (rivière), Loudima (rivière), Niari, Bouenza, Ndouo et Djoué (rivière). Les plus importants sont ceux sur la Loukougni (161 mètres) et sur le Djoué (102 mètres).
Six postes de péage, six centres de santé et six écoles font également partie des équipements.